# Wexford GAA
Il Wexford County Board, più conosciuto come Wexford GAA, è uno dei 32 county board irlandesi responsabile della promozione degli sport gaelici nella contea di Wexford e dell'organizzazione dei match della propria rappresentativa (Wexford GAA è usato anche per indicare le franchige degli sport gaelici della contea) con altre contee.

## Calcio gaelico
Sebbene oggi sia lo sport minoritario della contea e la compagine sia poco competitiva da diversi decenni, Wexford vanta in realtà un palmares invidiabile dovuto alla grandissima squadra di calcio gaelico degli anni 1910, che riuscì a vincere sei Leinster Senior Football Championship e cinque All-Ireland Senior Football Championships, dei quali quattro consecutivi. Questo risultato, per quanto ormai molto lontano, pone Wexford  nella classifica dei trofei nazionali vinti dalle contee curiosamente sopra a compagini di grande tradizione come Mayo e comunque al di sopra o pari a tutte le squadre dell'Ulster.
Dopo l'ultimo titolo provinciale, conseguito nel 1945, la squadra declinò, vista anche la crescita del movimento dell'hurling nella stessa contea. 
Di recente tuttavia il livello della formazione è decisamente aumentato, tanto che Wexford, nel 2005, si giocò a sorpresa la finale della National Football League, perdendola contro una ben più forte Armagh. Nel 2008 giunse alla finale provinciale dopo moltissimo tempo, ma fu umiliata da Dublino. Lo stesso anno giunse in maniera inaspettata e sorprendente in semifinale all'All-Ireland, dove venne sconfitta dai futuri campioni di Tyrone. Le fortune del 2008 non si ripeterono negli anni successivi dove Wexford è stata sempre eliminata senza mai approdare né alla finale provinciale né alle fasi finali del torneo.

### Titoli vinti
- All-Ireland Senior Football Championships: 5
  - 1896, 1915, 1916, 1917, 1918
- All-Ireland Junior Football Championships: 1
  - 1992
- Leinster Senior Football Championships: 10
  - 1890, 1893, 1913, 1914, 1915, 1916, 1917, 1918, 1925, 1945
- Leinster Minor Football Championship: 3
  - 1937, 1950, 1969
- Leinster Junior Football Championship: 6
  - 1911, 1963, 1984, 1992, 2000, 2007

## Hurling
L'hurling è lo sport principale della contea, che gode di una discreta fama a livello nazionale e ha avuto due momenti aurei negli anni 1950 e 1970. L'hurling viene giocato a Wexford sin dal periodo medievale, come testimoniato da poemi del XV e XVI secolo. Il soprannome Yellowbellies sembra sia stato dato ai giocatori della contea da Sir Caesar Colclough di Tintern, della zona meridionale di Wexford, a seguito di una partita del XVII secolo tra una squadra gestita dallo stesso e un'altra venuta dalla Cornovaglia, disputatasi nei pressi di Glynn. Un'altra versione vorrebbe invece che Giorgio III avesse gridato "come on the yellow bellies" a una partita di esibizione vicino a Londra, nella quale i giocatori di Wexford indossavano dei fiocchi gialli.
La franchigia è stata particolarmente forte negli anni 1950, ma soprattutto durante gli anni 1970 in cui raggiunse dieci finali provinciali consecutive, tutte disputate contro Kilkenny. Nel 1996, dopo ventisei anni di attesa, vinse l'All-Ireland Senior Hurling Championship. Da quel momento è iniziato un ulteriore declino, mitigato in parte dalla vittoria del titolo provinciale nel 2004, titolo ancora più bello visto che la formazione batté Kilkenny in semifinale, fermando la sua serie di vittorie consecutive del torneo a sei. Negli ultimi anni, 2009 e 2010, la squadra è migliorata di nuovo e sembra destinata a rientrare nel giro delle grandi a livello nazionale.

### Titoli vinti
- All-Ireland Senior Hurling Championships: 6
  - 1910, 1955, 1956, 1960, 1968, 1996
- All-Ireland Intermediate Hurling Championships: 4
  - 1961, 1968, 2005, 2007
- All-Ireland Junior Hurling Championships: 2
  - 1985, 1992
- All-Ireland Under-21 Hurling Championships: 1 
  - 1965
- All-Ireland Minor Hurling Championships: 3
  - 1963, 1966, 1968
- National Hurling Leagues: 4
  - 1956, 1958, 1967, 1973
- Leinster Senior Hurling Championships: 19
  - 1890, 1891, 1899, 1901, 1910, 1918, 1951, 1954, 1955, 1956, 1960, 1962, 1965, 1968, 1970, 1976, 1977, 1996, 1997, 2004

## Colori e simboli
Wexford scende in campo con dei colori unici e particolari nel panorama delle franchigie GAA, ovvero viola e oro. Questa scelta iconica fu fatta nel 1913 dopo che la squadra aveva utilizzato i colori dei club campioni di contea per gli anni precedenti.
La disposizione dei colori è cambiata durante le varie annate: la tenuta tradizionale era formata da una semplice maglia prevalentemente color oro divisa da una metà viola. Dagli anni 1990 il viola ha acquisito sempre più importanza, disposto o con sfumature particolari o sulle maniche. L'attuale maglia è completamente viola con inserti gialli.
Il simbolo della squadra è variato molto. Fino al 1996, veniva utilizzato lo stemma tradizionale di Wexford Town (tre imbarcazioni in legno in fiamme), comune anche alla contea. Successivamente il Consiglio di Contea adottò il proprio stemma, che venne ripreso anche dal board fino al 2006, quando la Wexford GAA lanciò il proprio logo.